# Східнокарибський газопровід
Східнокарибський газопровід (Eastern Caribbean Gas Pipeline) — проєкт газопроводу в басейні Карибського моря, який міг би сполучити родовища Тринідаду і Тобаго зі споживачами різних острівних держав та територій. 
З розвитком видобутку газу в офшорних басейнах навколо Тринідаду виник проєкт його постачання трубопровідним транспортом до розташованих північніше Малих Антильських островів. Передбачалось, що із цієї системи зможуть отримувати блакитне паливо Барбадос, Сент-Люсія, Доміника, а також французькі заморські володіння на Мартиніці та Гваделупі. Довжина трубопроводу повинна скласти 970 км.
Втім, практична реалізація проєкту затягнулась, оскільки офшорний трубопровід великої протяжності потребував значних інвестицій, а попит з боку потенційних користувачів системи не міг бути дуже значним. Тим часом, в 2010-х роках на Тринідаді почалось падіння видобутку внаслідок виснаження родовищ, так що його перестало вистачати для забезпечення роботи місцевого заводу Атлантік ЗПГ. Крім того, намітився розвиток технологій у галузі транспортування зрідженого газу, що вилилось у появу плавучих регазифікаційних терміналів. Останні зокрема плануються для постачання територій з невеликими обсягами споживання.
Таким чином, станом на середину 2010-х практична реалізація проєкту Східнокарибського газопроводу перебуває під питанням. Втім, від неї ще не відмовились. Наприклад, у 2016 році представник уряду Барбадосу підтвердив зацікавленість у спорудженні трубопроводу, хоча одночасно підкреслив неможливість спрогнозувати час його побудови. Крім того, неподалік від Тринідаду розпочинається розробка родовищ венесуельського сектору (Драгон, Лоран-Манаті), які можуть вирішити проблему нестачі блакитного палива в регіоні.  